# Super Bowl XXVII
Super Bowl XXVII – 27. finał o mistrzostwo ligi NFL w zawodowym futbolu amerykańskim rozegrany 31 stycznia 1993 na stadionie Rose Bowl w Pasadenie w Kalifornii.
Drużyna Dallas Cowboys, mistrz konferencji NFC, pokonała mistrza konferencji AFC, drużynę Buffalo Bills wynikiem 52–17.